# BBÖ 1082
Die 1082.01 war eine Elektrolokomotive für den Betrieb mit 15 kV Fahrleitungsspannung bei 16 2⁄3 Hertz, die als Umformerlokomotive konstruiert worden war und mit einem Einankerumformer und Gleichstrom-Fahrmotoren ausgerüstet wurde.

## Vorgeschichte

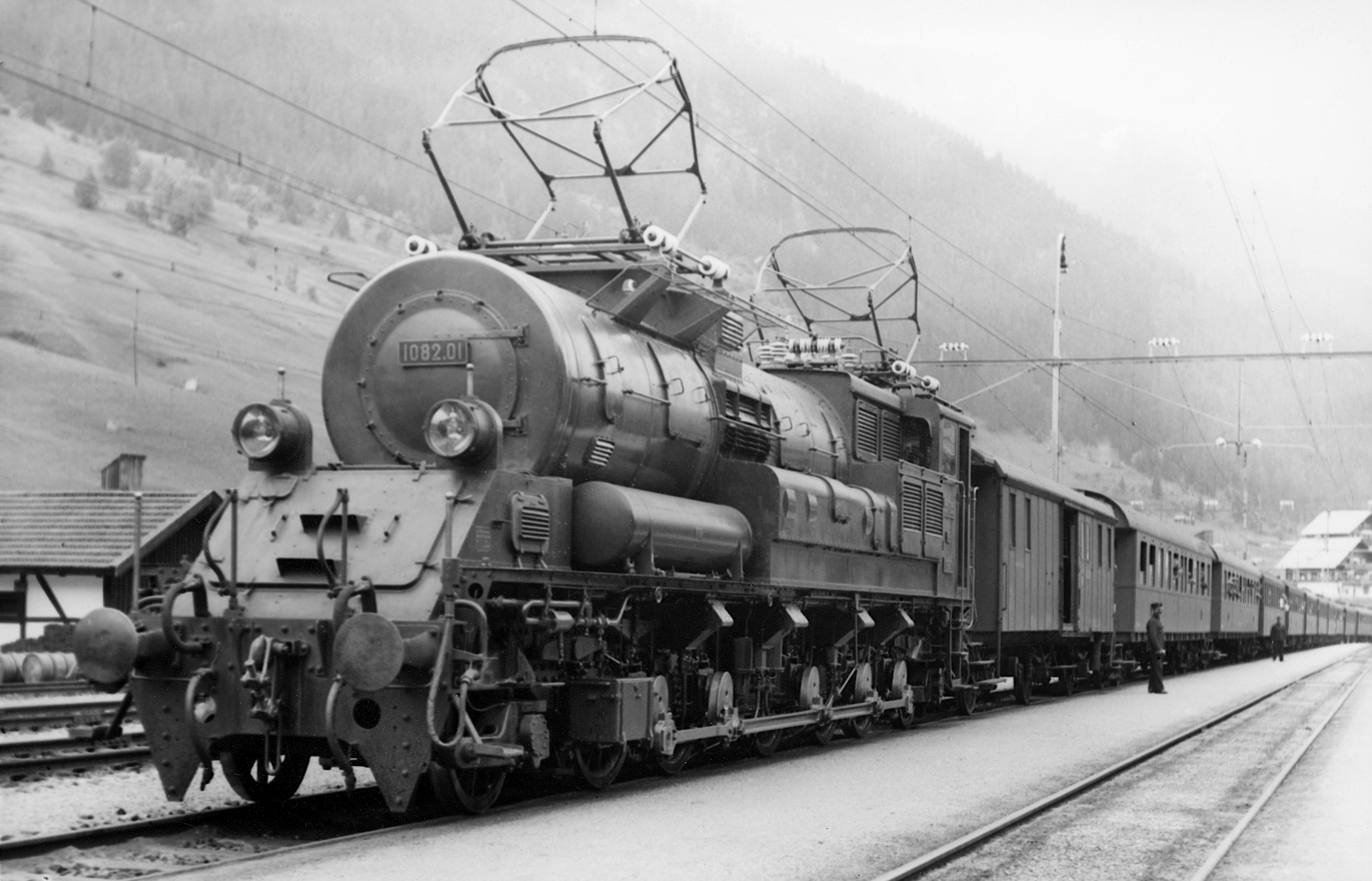
1082.01 in St. Anton am Arlberg

Die ersten Fernbahn-Stromversorgungen mit Einphasen-Wechselstrom wurden mit der ungewöhnlichen Frequenz von 16 2⁄3 Hertz betrieben, da historisch bei 50 Hz die Kommutation, das heißt die Stromwendung und Übertragung auf die Rotorwicklungen des Einphasen-Wechselstrommotors sehr problematisch gewesen wäre. Demgegenüber waren Gleichstrommotoren leichter zu regeln und Drehstrom-Asynchronmotoren einfacher zu warten, weshalb Versuche zur Stromumwandlung auf dem Triebfahrzeug vorgenommen wurden. Die Lokomotiven BBÖ 1180 und BBÖ 1470 der Firma Ganz & Co. waren erfolglose Versuche mit Einankerumformern, welche den Einphasenwechselstrom in Dreiphasenwechselstrom für die Drehstrom-Asynchronmaschine umformten.
1931 wollten die Österreichischen Siemens-Schuckert-Werke (ÖSSW) ein neues Konzept mit einem Einankerumformer zum Gleichstrombetrieb bei Wechselstrom-Versorgung erproben. Ursprünglich war geplant, die letzte Maschine der Reihe 1080.1 mit diesem rotierenden Umformer auszustatten. Es zeigte sich aber, dass dafür zu wenig Platz vorhanden war. Daher wurde letztlich eine neue Lokomotive gebaut.
Während die elektrische Ausrüstung von den ÖSSW geliefert wurde, kam der mechanische Teil von der Lokomotivfabrik Floridsdorf. Die 1082 wurde zunächst in Salzburg, später in Bludenz stationiert, von wo aus sie sehr zufriedenstellend im Planbetrieb eingesetzt wurde. Der komplizierte Aufbau der Umformeranlage und deren Regelung bedingte allerdings eine ständige Betreuung durch den Hersteller. Deshalb wurde die Lok nicht von den BBÖ übernommen.
Die Deutsche Reichsbahn ordnete die Lokomotive 1938 als E 88 301 ein, musterte sie aber bereits im März 1941 aus. Sie wurde anschließend in einen Klima-Schneepflug umgebaut.

## Technik
Von den Stromabnehmern gelangte der Strom über den ölgefüllten Hauptschalter zum Haupttransformator. Dieser war mit zwei Sekundärwicklungen versehen, welche die Fahrdrahtspannung von 15k kV auf eine Wechselspannung von ungefähr 600 V herabsetzen. Mit Hilfe des Einankerumformers wurde diese niedrigere Wechselspannung in dreiphasigen Drehstrom umgewandelt, aus dem zwei Frequenzumformer Gleichstrom erzeugten.
Die Umformeranlage bestand aus vier rotierenden Maschinen, die von vorne nach hinten wie folgt angeordnet waren:
- Erregermaschine, die gleichzeitig als Anwurfmotor des Umformers diente
- Frequenzwandler 2
- Phasenumformer
- Frequenzwandler 1

Der Phasenumformer war als vierpolige Synchronmaschine mit Außenpolen und Dämpferwicklung gebaut. Ihm wurde vom Transformator die Spannung der beiden Sekundärwicklungen über Schleifringe zugeführt. Der Rotor war auch mit den zwei Wicklungen zur Erzeugung der dreiphasigen Spannung für die Frequenzwandler versehen, die über die Hohlwelle des Umformersatzes mit diesen verbunden waren. Die Läufer der Frequenzwandler waren mit Gleichstromläufern ausgerüstet. Der Gleichstrom wurde über verschiebbare Bürsten entnommen, was die stufenlose Regelung der Fahrmotorspannung erlaubte. Um den Magnetisierungsstrom des Phasenumformers zu kompensieren, waren die Frequenzumwandler in Serie geschaltet.
Der Umformersatz hatte eine Länge von sieben Metern und war in einem zylindrischen Gehäuse untergebracht. Dahinter waren der Transformator und das einzige Führerhaus angeordnet. Dies ließ das Fahrzeug wie eine Dampflokomotive mit aufgesetzten Stromabnehmern wirken. Das Fahrzeug hatte ein Triebwerk ähnlich der Reihe 1080.1, aber mit zwei zusätzlichen Laufachsen. Die mittleren drei Achsen waren mit fremderregten Tatzlagermotoren versehen und die Endachsen mit Kuppelstangen mit den angetriebenen Achsen verbunden.
Das Fahrzeug war in seiner Grundidee seiner Zeit um 50 Jahre voraus. Die Technik der Stromwandlung auf dem Triebfahrzeug wird heute unter Zuhilfenahme von Halbleiterbauteilen in Form von Umrichtern und zudem mit den noch weit einfacher zu bauenden und zu betreibenden Drehstrom-Asynchronmotoren realisiert.